# 异喹啉
异喹啉（英語：Isoquinoline）是由萘中的一个 β-CH 基团被氮替换衍生出来的杂环化合物，与喹啉互为同分异构体，有芳香性。

## 物理性质
异喹啉是无色低熔点片状结晶、固体或液体，有类似茴香油和苯甲醛混合物的香味，通常存放后颜色会发黄。存在于煤焦油和骨油中。微溶于水，溶于稀酸，能与多种有机溶剂混溶。能随水蒸气蒸发。具吸水性。有碱性，pKa = 5.4，碱性较喹啉强，比吡啶略强，能与各种酸成盐，其盐酸盐熔点 209°C。

## 历史
1885年 Hoogewerff 和 van Dorp从煤焦油喹啉馏分中用分级结晶法获得了硫酸异喹啉。同年 Gabriel完成了异喹啉的合成。1914年 Weißgerber利用异喹啉和喹啉之间的碱性差异，发展了一种更为有效的分离方法。

## 生产
工业上主要以煤焦油粗喹啉馏分为原料，通过磺化、分级结晶、过滤、重结晶、氨水分解、洗涤和精馏生产异喹啉。

## 化学性质
异喹啉的化学性质与吡啶和喹啉相似，质子化、烷基化、酰化以及被过氧酸氧化都在 N 原子上进行，亲电芳香取代和亲核芳香取代反应主要在环上的 C 原子上进行。

### 取代反应
异喹啉的亲电芳香取代活性高于吡啶，优先发生在异喹啉环的 5- 和 8-位，以 5-位产物为主。通过N-质子化进行苯环上C-质子化然后进行质子交换，需要硫酸这样的强酸，而且反应在 C-5 上比 C-8 上快。亲核芳香取代在异喹啉的杂环进行，优先发生在 1-位。例如，异喹啉经过 Chichibabin反应可得1-氨基异喹啉；与正丁基锂发生 Ziegler反应得到1-正丁基异喹啉，这个反应的一级加成产物1-正丁基-1,2-二氢异喹啉受稠合苯环的影响而得到稳定，可被分离出来，经硝基苯氧化可在碳上取代，并恢复异喹啉环的芳香性。
异喹啉可以在高温下通入氢气流与氢氧化钾反应而直接羟基化，产物是1-异喹啉酮。
异喹啉 3-位的卤素表现出与卤代苯相似的性质，但 1-位的卤素具有与 α- 和 γ-卤代吡啶相似的敏感性，很容易发生亲核芳香取代。例如，1,3-二氯异喹啉可选择性地被甲氧基取代为 1-甲氧基-3-氯异喹啉。然而，3-卤代异喹啉惰性的一个明显例外是 3-溴代异喹啉与氨基钠通过ANRORC机理发生的取代反应，在这个反应中环氮原子变为取代基上的氮原子，生成3-氨基异喹啉。
异喹啉在苯甲酰氯等酰化试剂的作用下，与氰化钾或三甲基氰硅烷发生 Reissert反应，生成 Reissert 化合物 2-酰基-1-氰基-1,2-二氢异喹啉。Reissert 化合物可以发生一系列在合成上有用的转换。
异喹啉可以与过氧化苯甲酰作用，生成多种苯基异喹啉的混合物。如果用异喹啉正离子为作用物，则可通过它在酸性溶液中与亲核性更强的自由基的取代反应，在异喹啉的 1-位引入酰基和酰胺基。

### 氧化还原反应
异喹啉被碱性高锰酸钾氧化，两个环都可被降解，得到的是吡啶-3,4-二甲酸和邻苯二甲酸的混合物。而在中性介质中用高锰酸钾氧化，不氧化苯环，只生成邻苯二甲酰亚胺。苯环上的取代基可以影响氧化反应的结果。
用过氧酸氧化异喹啉，得异喹啉N-氧化物。
异喹啉可以被催化氢化、氢化试剂或金属还原；也可以实现选择性完全还原或部分还原异喹啉的吡啶环或苯环。催化氢化的产物受反应介质酸性的影响很大：在乙酸中，吡啶环选择性还原生成1,2,3,4-四氢异喹啉；而在浓盐酸中，苯环被选择性还原生成5,6,7,8-四氢异喹啉，进一步还原则生成顺式和反式十氢异喹啉的混合物。
异喹啉用二乙基氢化铝或氢化铝锂还原可以得到很活泼的1,2-二氢异喹啉；在液氨中用锂还原则得到3,4-二氢异喹啉。异喹啉鎓离子被质子溶剂中的硼氢化钠迅速还原生成1,2,3,4-四氢异喹啉，该反应是确定生物碱结构的一个重要反应。杂环部分迅速被还原，其它可被还原的官能团如羰基可以不受影响。

### 其他反应
异喹啉杂环上的甲基具有 CH 酸性，1-位甲基氢酸性大于3-位，因此能够发生酸或碱催化的 C-C 键形成反应。
异喹啉鎓盐中的吡啶鎓环较容易进行亲核加成，可与富电子的亲双烯体如乙烯基乙醚发生环加成反应。

## 合成
从异喹啉 1 的逆合成分析可以看出，如果从亚胺键的断裂回推，可以通过二羰基化合物 10 作为环合原料。如果算上还原步骤，可用氨基羰基化合物 8 和 4 作为二氢异喹啉的制取原料。另一方面，3,4-二氢异喹啉 5 的 C-1 和 C-4 键断裂可以产生合成子 α-亲电性烯胺 7 以及 β-亲电性烯胺 6，它们也可用作亲电芳香取代环化的原料。
因此，异喹啉及其衍生物的合成方法有：
1、(2-甲酰苯基)乙醛及类似的二羰基化合物与氨发生环化反应生成异喹啉（合成子 10）。如果用羟胺、肼或伯胺代替氨，则可分别得到异喹啉N-氧化物、N-内铵盐和N-取代的异喹啉鎓离子。
2、Bischler-Napieralski反应：2-芳基乙胺与酰氯或酸酐反应生成酰胺，然后在失水剂作用下环化生成3,4-二氢异喹啉，然后脱氢生成1-取代的异喹啉（合成子 7）。
Pictet-Gams反应：上述反应的改进法，用 β-甲氧基或 β-羟基芳乙胺进行反应，可不经氧化或脱氢，直接得到异喹啉类化合物。反应中有噁唑啉中间体生成。
3、Pictet-Spengler反应：2-芳基乙胺与醛在酸催化下生成亚胺，然后亚胺在酸催化下环化生成1,2,3,4-四氢异喹啉，脱氢得到异喹啉（合成子 7）。
4、Pomeranz-Fritsch合成：芳醛与氨基乙缩醛缩合生成亚胺，亚胺在酸催化下环化为杂环上无取代基的异喹啉（合成子 6）。

## 用途
用作合成药物、染料、杀虫剂的中间体及气相色谱固定液。
异喹啉衍生物广泛存在于自然界中，目前已知的异喹啉生物碱有1000多种，是已知生物碱中最大的一类。它们多以异喹啉或四氢异喹啉为母核，又可根据连接基团而细分为异喹啉类、苄基异喹啉类、双苄基异喹啉类、阿扑芬类、原小檗碱类、普罗托品类、吐根碱类、α-萘菲啶类和吗啡类生物碱等九类。
有许多药物是异喹啉的衍生物。著名的异喹啉类生物碱罂粟碱，至今仍是重要的解痉药。抗抑郁药诺米芬辛和抗血吸虫药吡喹酮是从四氢异喹啉衍生而来。

## 内文注释
1. ↑  Smyth et al., Arch. Ind. Hyg. Occup. Med. 4, 119 (1951)
2. ↑  S. Hoogewerff and W. A. van Dorp, Rec. Trav. Chim. Pays-Bas, 4, 125 (1885).
3. ↑  S. Gabriel. . Berichte der deutschen chemischen Gesellschaft. 1885, 18 (2): 3470–3480. doi:10.1002/cber.188501802334.
4. ↑  R. Weißgerber. . Berichte der deutschen chemischen Gesellschaft. 1914, 47 (3): 3175–3181. doi:10.1002/cber.191404703123.
5. ↑  M. J. S. Dewar and P. M. Maitlis. . J. Chem. Soc. 1957: 2521–2528. doi:10.1039/JR9570002521.
6. ↑  J. A. Beisler. . Tetrahedron. 1970, 26 (8): 1961–1965. doi:10.1016/S0040-4020(01)92772-3.
7. ↑  U. Bressel, A. R. Katritzky and J. R. Lea. . J. Chem. Soc. (B). 1971: 4–10. doi:10.1039/J29710000004.
8. ↑  F. W. Bergstrom. . Justus Liebigs Ann. Chem. 1935, 515 (1): 34–42. doi:10.1002/jlac.19355150105.
9. ↑  Jan J. M. Vandewalle, Ernest de Ruiter, Hans Reimlinger, René A. Lenaers. . Chemische Berichte. 1975, 108 (12): 3898–3899. doi:10.1002/cber.19751081223.
10. ↑  Sanders, G. M., van Dijk, M., and den Hertog, H. J., Recl. Trav. Chim. Pays-Bas, 93, 198 (1974).
11. ↑  Frank D. Popp, John M. Wefer. . J. Heterocycl. Chem. 1967, 4 (2): 183–187. doi:10.1002/jhet.5570040204.
12. ↑  Jung-Tai Hahn, Joydeep Kant, Frank D. Popp, Siri Ram Chhabra, Barrie C. Uff. . J. Heterocycl. Chem. 1992, 29 (5): 1165–1176. doi:10.1002/jhet.5570290521.
13. ↑  S. Hoogewerff, W. A. van Dorp. . Rec. Trav. Chim. Pays-Bas. 1885, 4: 285–293.
14. ↑  Jackman, L. M. and Packham, D. I., Chem. Ind. (London), 1955, 360.
15. ↑  Walter Hückel, Gerhard Graner. . Chemische Berichte. 1957, 90 (9): 2017–2023. doi:10.1002/cber.19570900945.
16. ↑  F. Howard Day, Charles K. Bradsher, Teh-Kuei Chen. . J. Org. Chem. 1975, 40 (9): 1195–1198. doi:10.1021/jo00897a002.
17. ↑  Hesse, Manfred.  1st ed. Weinheim: Wiley-VHC. 2000. ISBN 978-3-906390-19-2.